# Arboretum de la Vallée-aux-Loups
El Arboretum de la Vallée-aux-Loups (español: Arboretum del Valle de los Lobos), es un arboretum de 13,5 hectáreas de extensión, que se encuentra en el Val d’Aulnay en Châtenay-Malabry, Francia.
El código de identificación del Arboretum de la Vallée-aux-Loups como miembro del "Botanic Gardens Conservation Internacional" (BGCI), así como las siglas de su herbario es CHAT.
Este arboreto está clasificado dentro del Inventario de los « Lugares naturales pintorescos» y alberga 2 Arbre remarquable de France ( Cedrus atlantica 'Glauca pendula' y Quercus myrsinifolia).

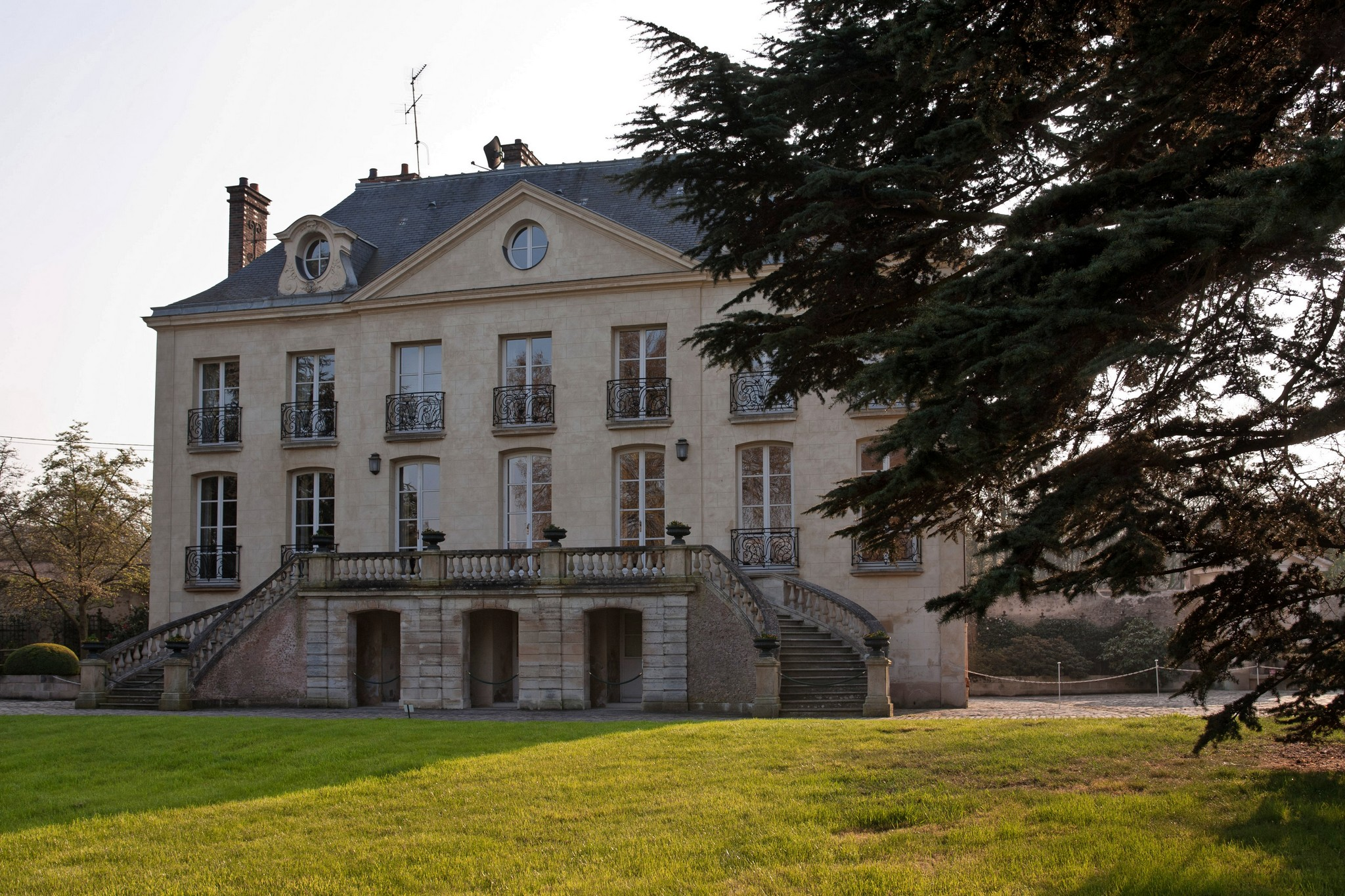
Edificio en el Arboretum de la Vallée-aux-Loups.

## Localización
Se ubica en la zona de Val d’Aulnay, justo adyacente al Jardin de l'ile verte.
Según la oficina de turismo del departamento de "Hauts-de-Seine" (Altos del Sena). Es el lugar más visitado de departamento aventajando al Musée Albert-Kahn.
Arboretum de la Vallee-aux-Loups, 46-56 rue de Chateaubriand 92290, Châtenay-Malabry, département des Hauts-de-Seine, Île-de-France France-Francia.
Planos y vistas satelitales.48°46′22″N 2°16′7″E / 48.77278, 2.26861
Se encuentra abierto todos los días del año, la entrada es gratuita.

## Historia
El arboretum de Vallée-aux-Loups fue creado por el viverista Croux en 1890 quien lo adornó de las especies botánicas más extraordinarias, tal como el cedro azul llorón con su excepcional extensión que cubre una superficie de suelo de 680 m², o de variedades que ellos crearon tal como algunos de los magníficos rhododendrons que se pueden admirar cada primavera.
En 1986, el Consejo general del Hauts-de-Seine tomó el relevo y renovó el corazón histórico del arboretum creando al mismo tiempo en los alrededores una serie de jardines temáticos.
En la actualidad, el arboretum, clasificado dentro del Inventario de los « Lugares naturales pintorescos», incluyen una colección única de más de 500 especies de árboles y arbustos distribuidos armoniosamente sobre una superficie de 13,5 hectáreas abiertas gratuitamente al público.

## Anécdota
En este lugar, un viverista plantó un Cedro azul del Atlas (Cedrus atlantica Glauca), pero apareció una mutación que le daba un aire llorón a este árbol.
Es pues el primer individuo de la variedad de Cedro azul llorón del Atlas (Cedrus atlantica Glauca Pendula) que es aún visible en el arboretum y que, por supuesto, fue explotado más tarde por este viverista.

## Colecciones
Plantas leñosas, entre las que se incluyen:
- Alnus, con 43 taxones,
- Aesculus, con 13 taxones,
- Cedrus,
- Liriodendron,
- Quercus,
- Convolvulaceae con 450 taxones.

Algunos especímenes en el "Arboretum de la Vallée-aux-Loups".

Especímenes
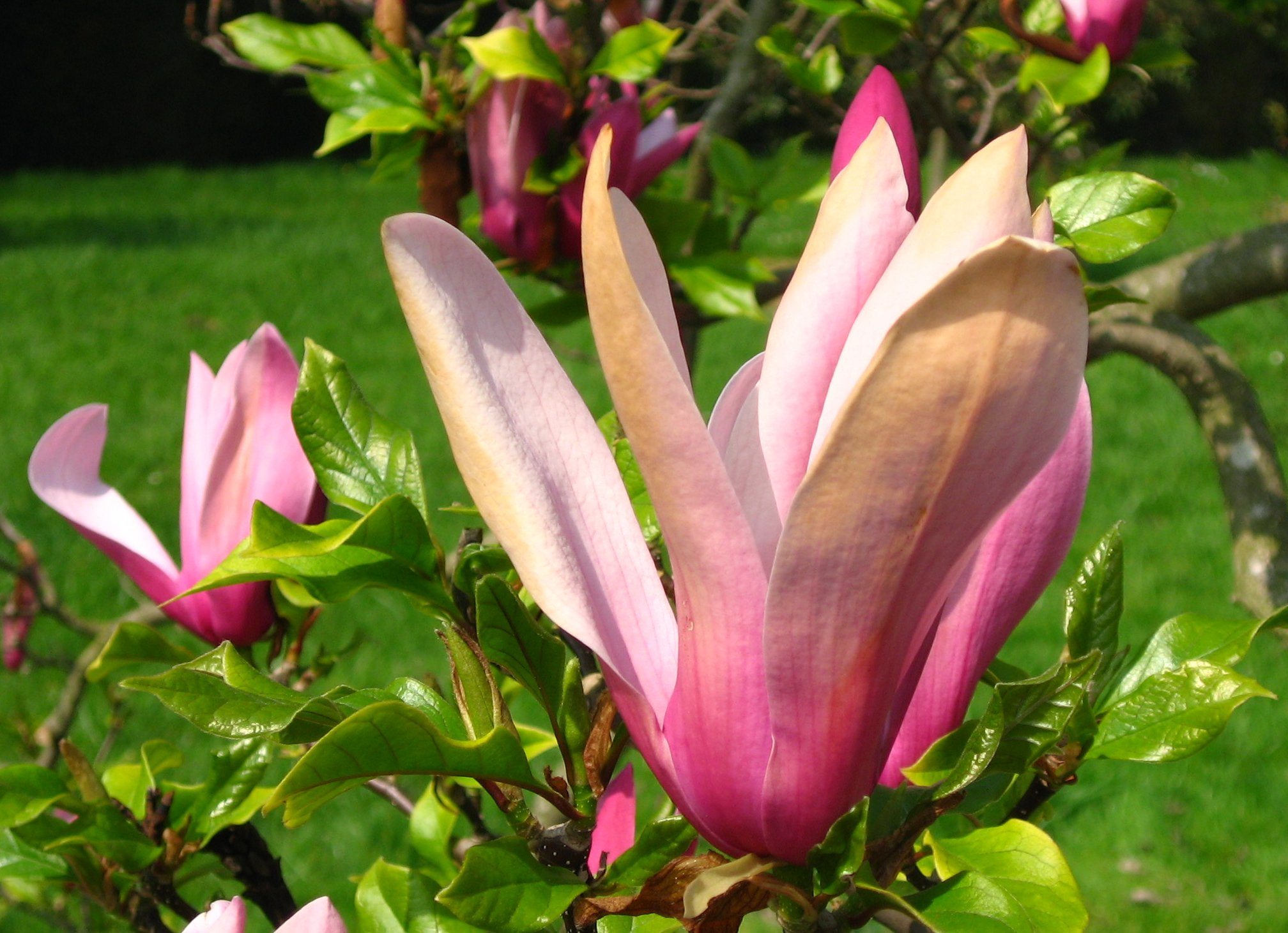
Magnolia liliiflora 'Nigra'.
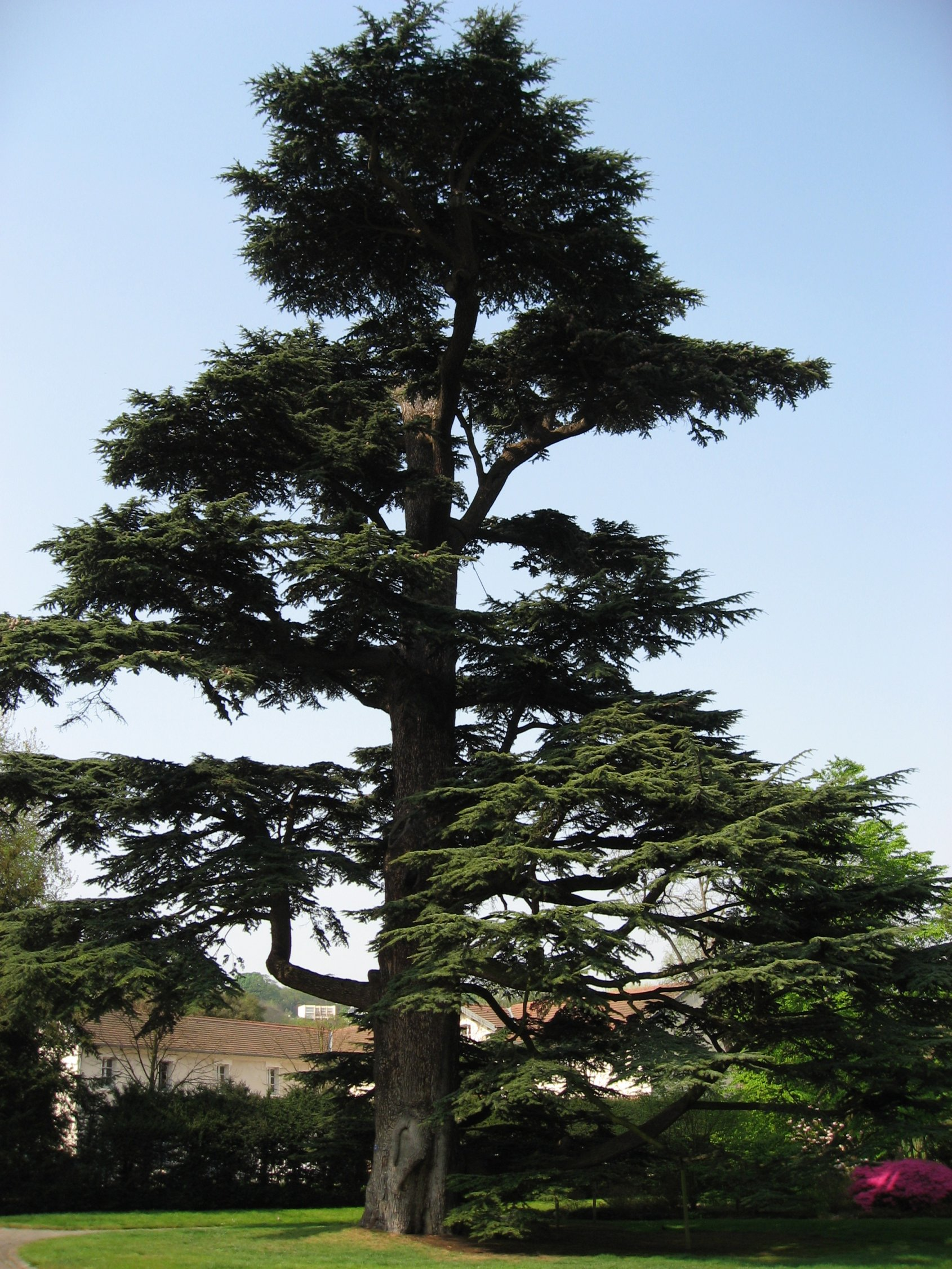
Cedrus libani
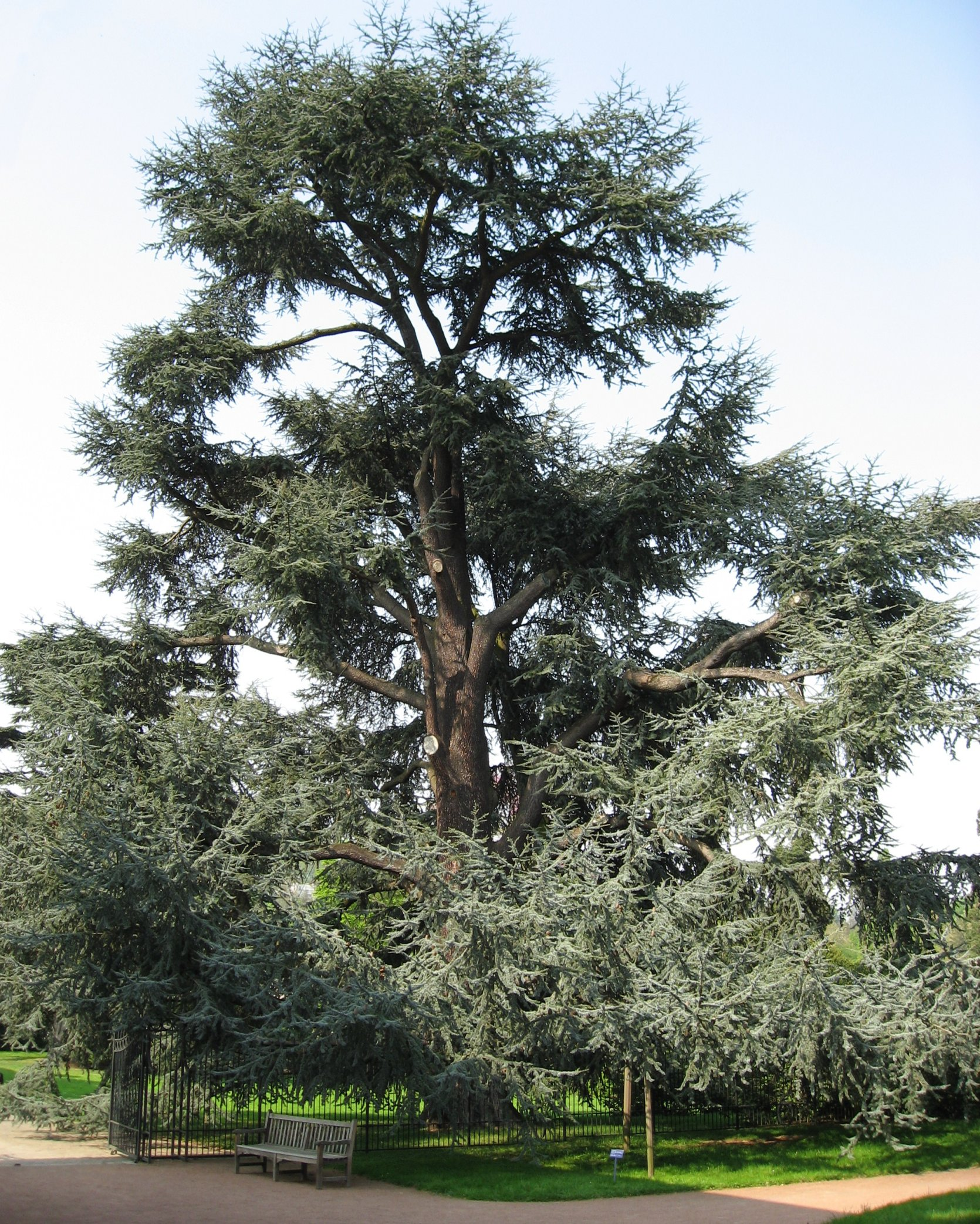
Cedrus atlantica 'Glauca'.
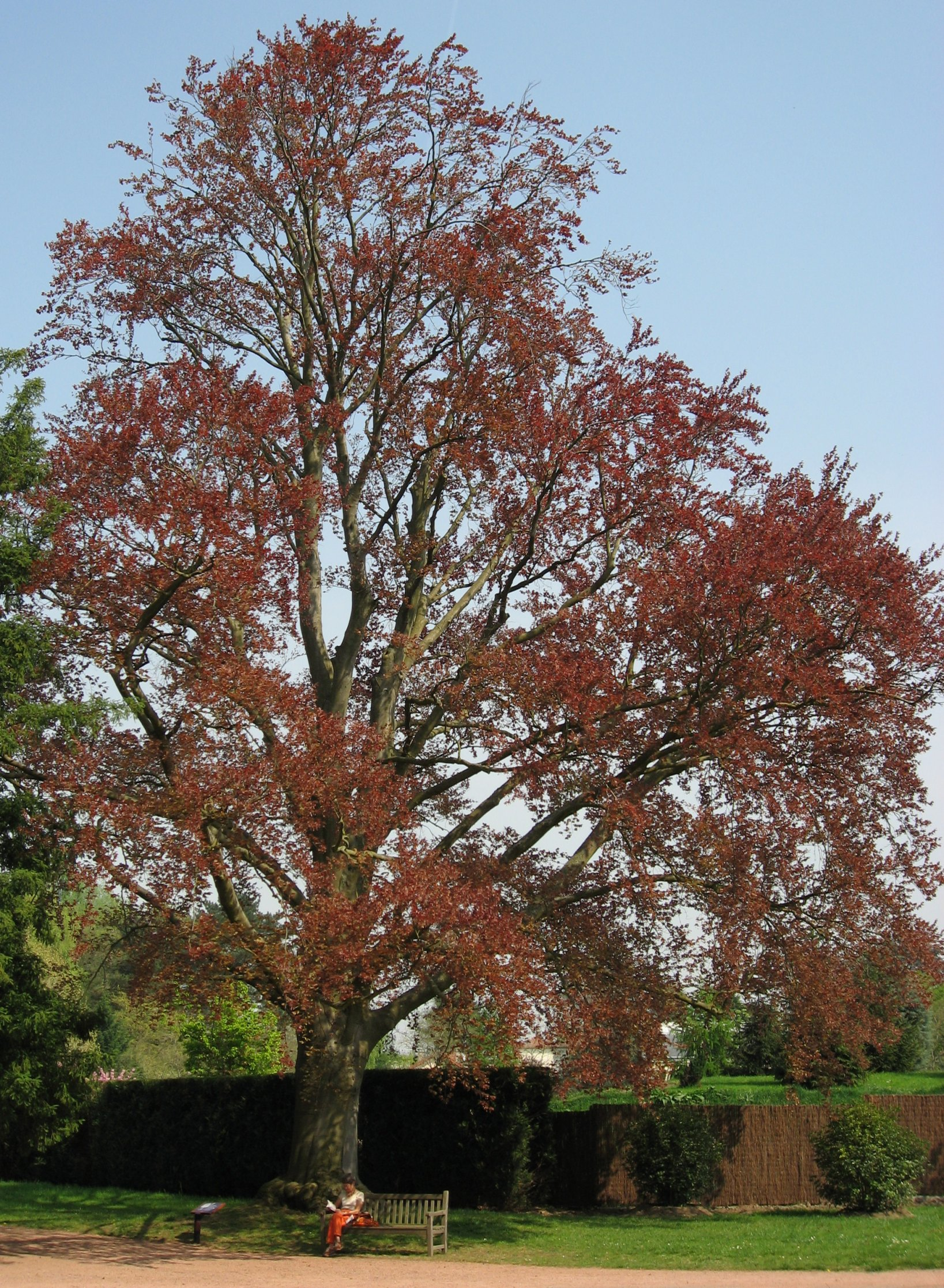
Fagus sylvatica purpurea 'Riversii'.
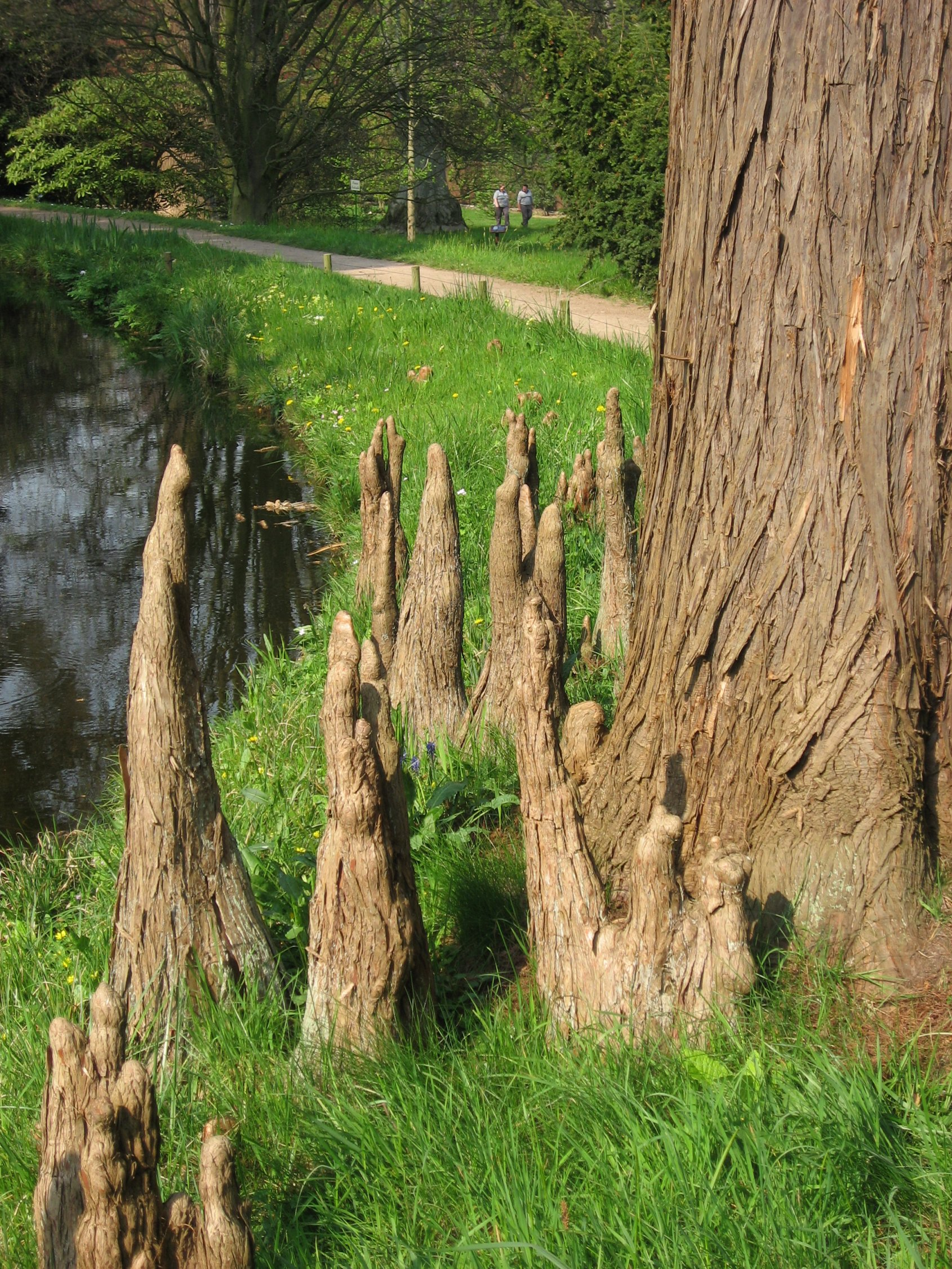
Neumatóforos de Taxodium ascendens 'Nutans'.
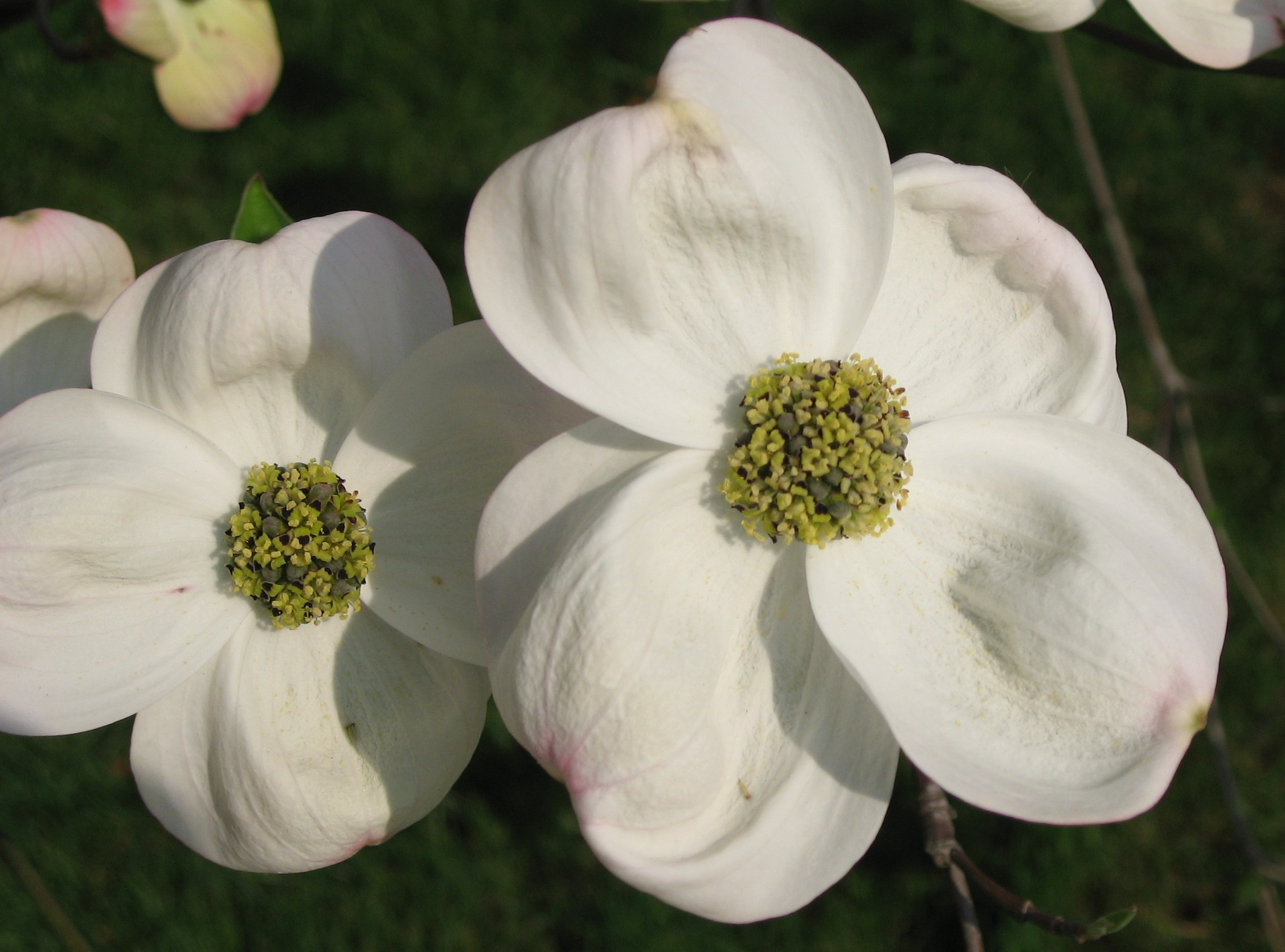
Cornus florida
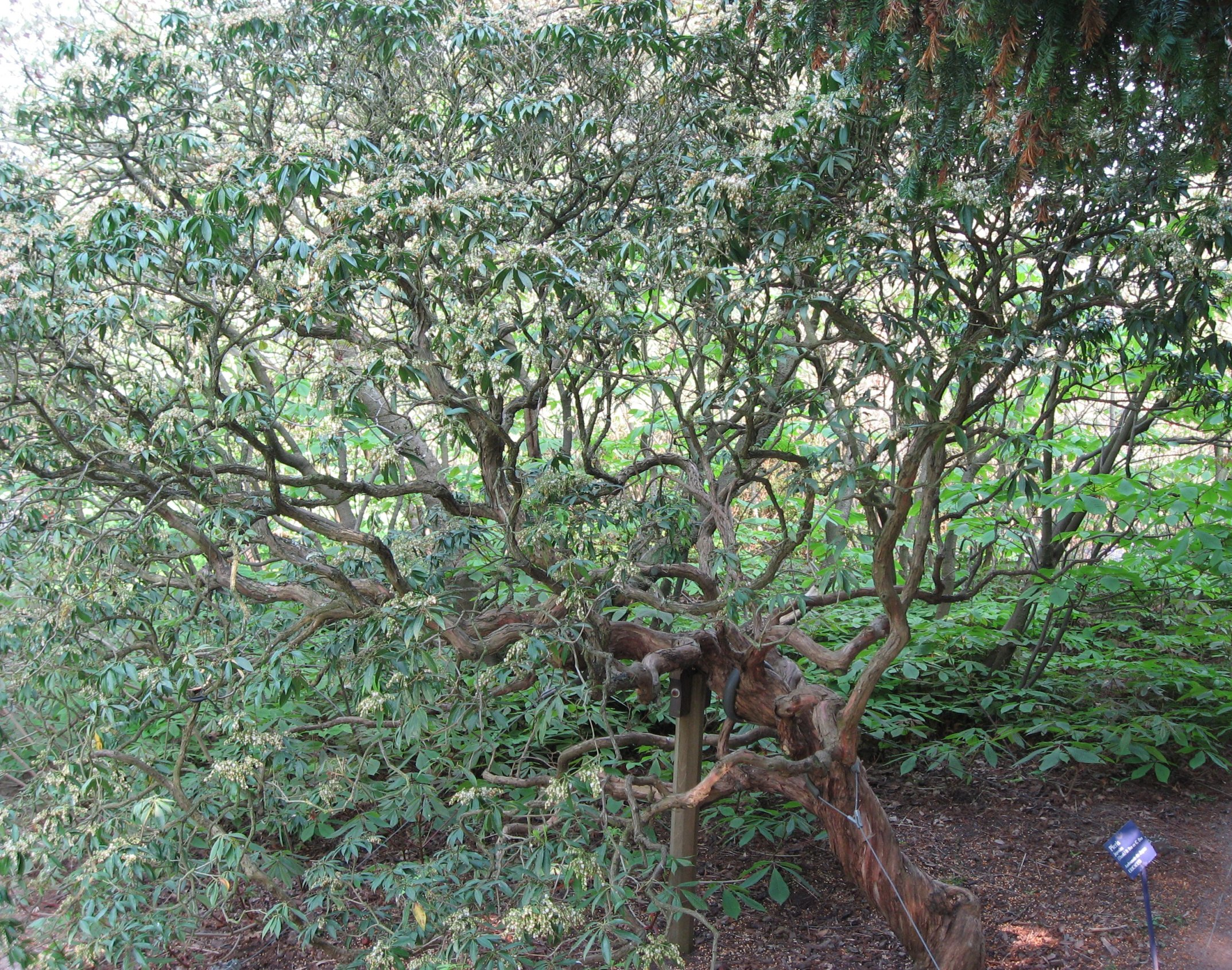
Pieris japonica
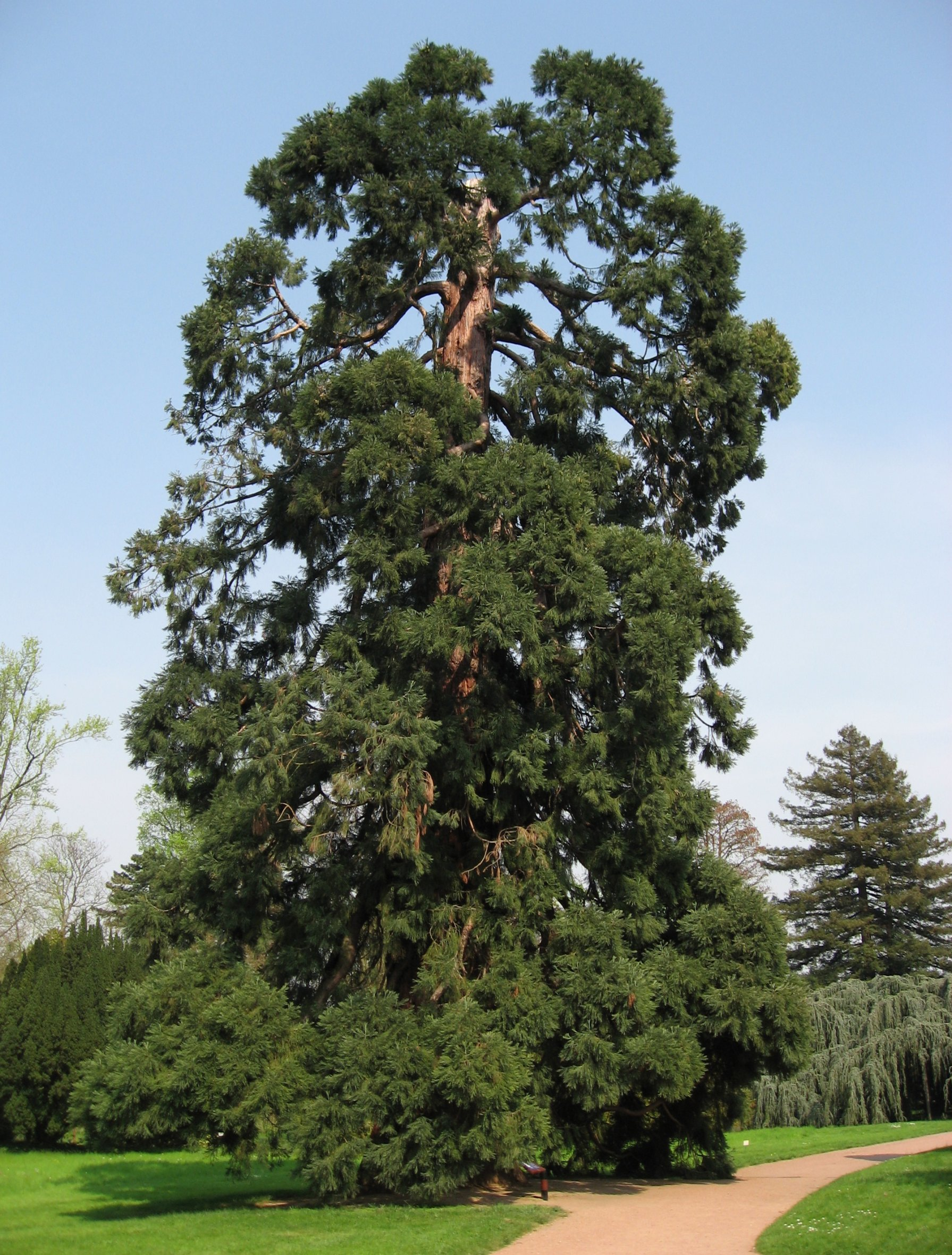
Sequoiadendron giganteum
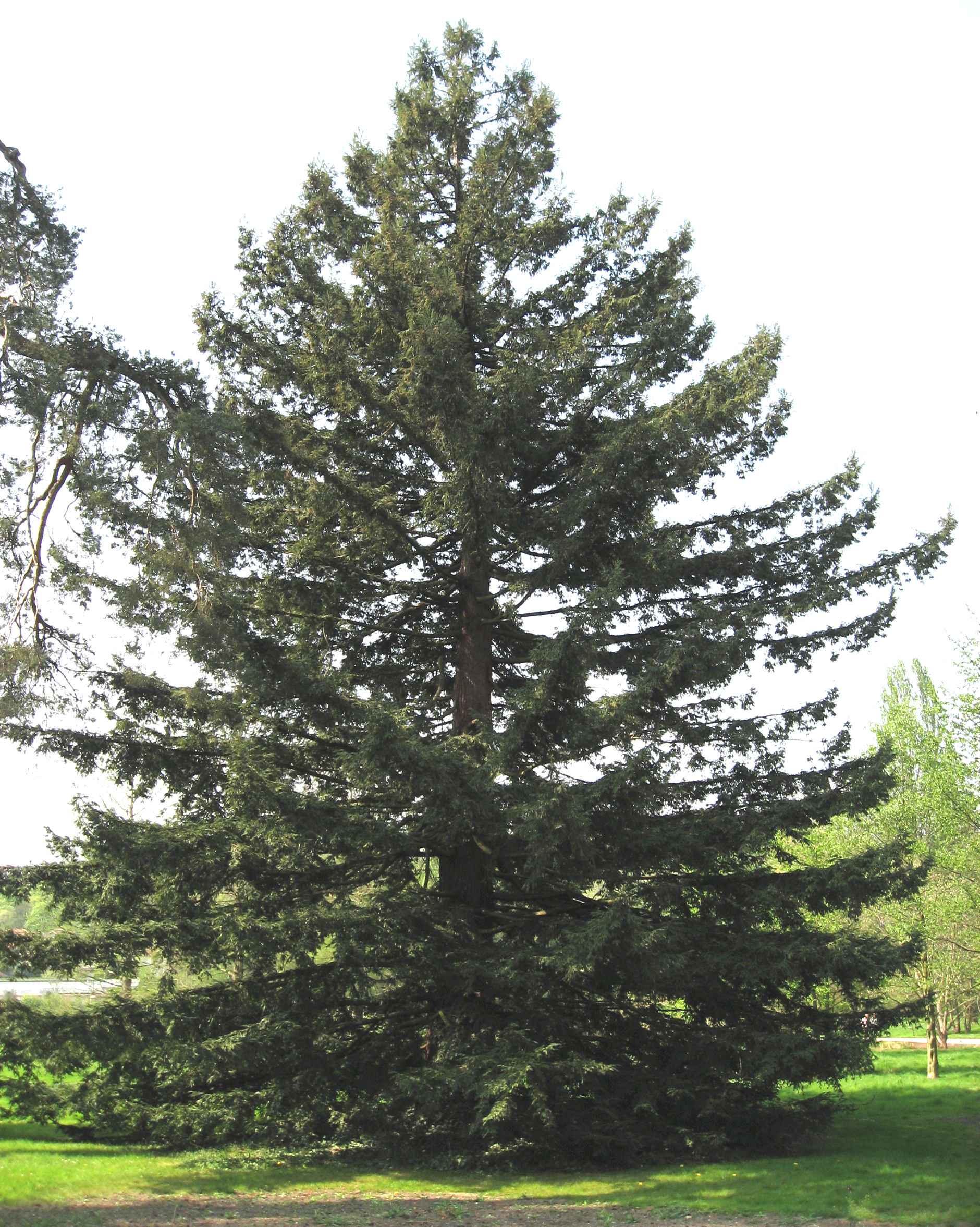
Sequoia sempervirens
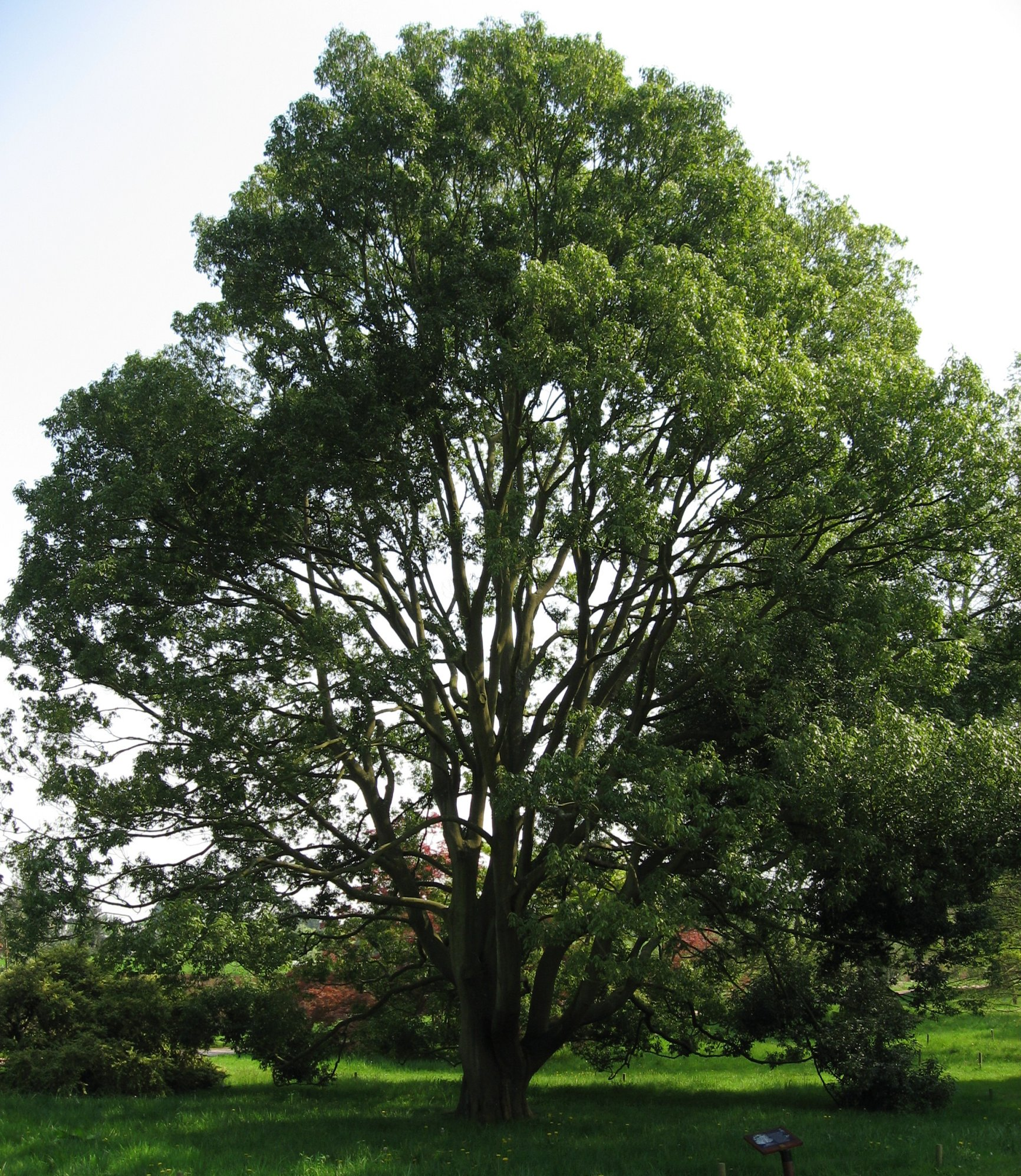
Quercus myrsinifolia
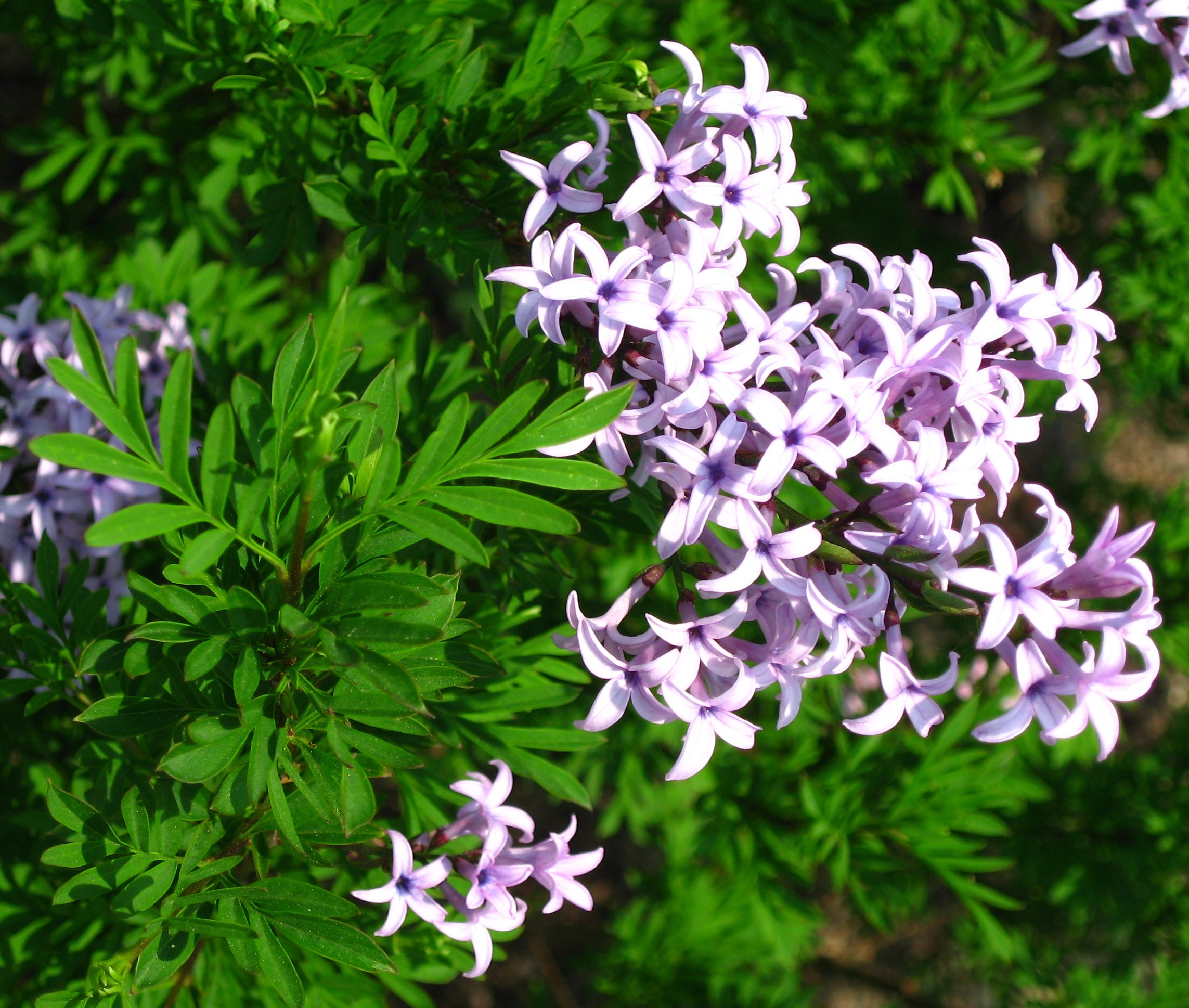
Syringa × laciniata

## Arbres remarquables (Árboles Notables)
El arboreto posee varios "arbres remarquables" (árboles notables), de los cuales dos de ellos han recibido la etiqueta de Arbre remarquable de France por la asociación A.R.B.R.E.S.: el cedro del Atlas llorón azul ( Cedrus atlantica 'Glauca pendula') y el roble de hojas de alméz (Quercus myrsinifolia).